# Tournoi d'ouverture du championnat de Colombie de football 2023
Navigation
Tournoi précédent Tournoi suivant
Le tournoi d'ouverture de la saison 2023 du Championnat de Colombie de football est le premier tournoi de la soixante-seizième édition du championnat de première division professionnelle en Colombie. Pour des raisons de sponsoring le tournoi est connu sous le nom Liga BetPlay Dimayor 2023-I.

## Déroulement de la saison
- lors de la phase régulière, les équipes s'affrontent une fois plus un match additionnel, pour un total de 20 rencontres[1].
- Les huit premiers de la phase régulière se  qualifient pour le tournoi de qualification. Les équipes sont réparties dans deux groupes de quatre et se rencontrent en match aller et retour.
- Les deux premiers de groupe jouent la finale également en match aller et retour, le vainqueur est sacré champion de Colombie et se qualifie pour la Copa Libertadores 2024 et la Superliga Colombiana.

A la fin de la saison après le tournoi de clôture, deux équipes seront reléguées, elles sont déterminées par un classement par coefficient calculé sur les trois dernières saisons.
Le Deportivo Pereira est le tenant du titre.

## Les clubs participants
- Águilas Doradas
- Alianza Petrolera
- América de Cali
- Atlético Bucaramanga
- Atlético Nacional
- Deportes Tolima
- Deportivo Cali
- Deportivo Pasto
- Envigado FC
- Independiente Medellín
- Jaguares
- Junior
- La Equidad
- Millonarios
- Once Caldas
- Boyacá Chicó- vainqueur de Primera B
- Santa Fe
- Deportivo Pereira
- Atlético Huila - vainqueur des barrages de montée
- Unión Magdalena

## Compétition
Le barème utilisé pour établir l'ensemble des classements est le suivant :
- Victoire : 3 points
- Match nul : 1 point
- Défaite : 0 point

### Phase régulière

#### Classement
| Rang | Équipe                 | Pts | J  | G  | N  | P  | Bp | Bc | Diff |
| ---- | ---------------------- | --- | -- | -- | -- | -- | -- | -- | ---- |
| 1    | Rionegro Águilas       | 39  | 20 | 11 | 6  | 3  | 32 | 21 | +11  |
| 2    | Millonarios            | 38  | 20 | 10 | 8  | 2  | 30 | 18 | +12  |
| 3    | Atlético Nacional      | 35  | 20 | 9  | 8  | 3  | 26 | 14 | +12  |
| 4    | América de Cali        | 32  | 20 | 9  | 5  | 6  | 32 | 23 | +9   |
| 5    | Boyacá Chicó P         | 30  | 20 | 7  | 9  | 4  | 24 | 18 | +6   |
| 6    | Alianza Petrolera      | 30  | 20 | 9  | 3  | 8  | 27 | 22 | +5   |
| 7    | Independiente Medellín | 29  | 20 | 8  | 5  | 7  | 29 | 24 | +5   |
| 8    | Deportivo Pasto        | 29  | 20 | 8  | 5  | 7  | 22 | 21 | +1   |
| 9    | Junior                 | 28  | 20 | 7  | 7  | 6  | 17 | 17 | 0    |
| 10   | Independiente Santa Fe | 26  | 20 | 7  | 5  | 8  | 29 | 25 | +4   |
| 11   | La Equidad             | 26  | 20 | 5  | 11 | 4  | 20 | 17 | +3   |
| 12   | Deportivo Pereira T    | 25  | 20 | 6  | 7  | 7  | 24 | 25 | -1   |
| 13   | Deportes Tolima        | 24  | 20 | 5  | 9  | 6  | 24 | 26 | -2   |
| 14   | Deportivo Cali         | 23  | 20 | 5  | 8  | 7  | 20 | 26 | -6   |
| 15   | Atlético Bucaramanga   | 20  | 20 | 4  | 8  | 8  | 15 | 21 | -6   |
| 16   | Once Caldas            | 20  | 20 | 4  | 8  | 8  | 17 | 24 | -7   |
| 17   | Envigado FC            | 20  | 20 | 4  | 8  | 8  | 14 | 20 | -6   |
| 18   | Jaguares de Córdoba    | 19  | 20 | 4  | 7  | 9  | 16 | 26 | -10  |
| 19   | Unión Magdalena        | 19  | 20 | 3  | 10 | 7  | 16 | 30 | -14  |
| 20   | Atlético Huila P       | 18  | 20 | 5  | 3  | 12 | 20 | 35 | -15  |

|  | Qualification pour le tournoi de qualification |
|  | T : Tenant du titre P : Promu de D2            |

### Deuxième phase
Les huit premiers sont répartis dans deux groupes de quatre équipes. Les deux vainqueurs de ces mini-championnats se retrouvent en finale.
En cas d'égalité de points, les têtes de série (1ère et 2ème place de la phase régulière) ont l'avantage. Les autres équipes sont départagées par la différence de buts.

#### Classement
| Rang | Équipe            | Pts | J | G | N | P | Bp | Bc | Diff |
| ---- | ----------------- | --- | - | - | - | - | -- | -- | ---- |
| 1    | Atlético Nacional | 12  | 6 | 3 | 3 | 0 | 7  | 4  | +3   |
| 2    | Alianza Petrolera | 10  | 6 | 2 | 4 | 0 | 8  | 5  | +3   |
| 3    | Deportivo Pasto   | 6   | 6 | 1 | 3 | 2 | 6  | 5  | +1   |
| 4    | Rionegro Águilas  | 2   | 6 | 0 | 2 | 4 | 4  | 11 | -7   |

|  | Qualification pour la finale |

#### Groupe B
| Rang | Équipe                 | Pts | J | G | N | P | Bp | Bc | Diff |
| ---- | ---------------------- | --- | - | - | - | - | -- | -- | ---- |
| 1    | Millonarios            | 13  | 6 | 4 | 1 | 1 | 9  | 6  | +3   |
| 2    | América de Cali        | 10  | 6 | 3 | 1 | 2 | 8  | 6  | +2   |
| 3    | Boyacá Chicó           | 8   | 6 | 2 | 2 | 2 | 6  | 6  | 0    |
| 4    | Independiente Medellín | 2   | 6 | 0 | 2 | 4 | 3  | 8  | -5   |

|  | Qualification pour la finale |

### Finale
Les matchs se déroulent le 21 et le 24 juin 2023.
| Équipe 1          | Résultat               | Équipe 2    | Aller | Retour |
| ----------------- | ---------------------- | ----------- | ----- | ------ |
| Atlético Nacional | 1 - 1 (t. a. b. 2 - 3) | Millonarios | 0-0   | 1-1    |

## Bilan de la saison
| Championnat de Colombie de football 2023 |                                            |
| Champion                                 | Millonarios (16e titre)                    |
| Qualifications continentales             |                                            |
| Copa Libertadores 2024                   | Millonarios (Champion tournoi d'ouverture) |
| Copa Sudamericana 2024                   |                                            |
| Promotions et relégations                |                                            |
| Promus en Primera A                      | aucun                                      |
| Relégués en Primera B                    | aucun                                      |